# Jim Shea
James Edmund Shea (conocido como Jim Shea o Jimmy Shea; Hartford, 10 de junio de 1968) es un deportista estadounidense que compitió en skeleton.
Participó en los Juegos Olímpicos de Salt Lake City 2002, obteniendo la medalla de oro en la prueba masculina individual. Ganó tres medallas en el Campeonato Mundial de Skeleton entre los años 1997 y 2000.

## Palmarés internacional
| Juegos Olímpicos   | Juegos Olímpicos                | Juegos Olímpicos  | Juegos Olímpicos |
| Año                | Lugar                           | Medalla           | Prueba           |
| ------------------ | ------------------------------- | ----------------- | ---------------- |
| 2002               | Salt Lake City (Estados Unidos) | Medalla de oro    | Individual       |
| Campeonato Mundial |                                 |                   |                  |
| Año                | Lugar                           | Medalla           | Prueba           |
| 1997               | Lake Placid (Estados Unidos)    | Medalla de plata  | Individual       |
| 1999               | Altenberg (Alemania)            | Medalla de oro    | Individual       |
| 2000               | Igls (Austria)                  | Medalla de bronce | Individual       |